# Mignières
Mignières település Franciaországban, Eure-et-Loir megyében. Lakosainak száma 1157 fő (2022. január 1.). Mignières Fontenay-sur-Eure, Thivars és La Bourdinière-Saint-Loup községekkel határos.

## Népesség
A település népességének változása:
| Lakosok száma | 383  | 695  | 641  | 695  | 920  | 997  | 1057 | 1067 | 1091 | 1157 |
|               | 1968 | 1982 | 1990 | 2006 | 2013 | 2015 | 2017 | 2019 | 2020 | 2022 |